# Carlos Iury
Carlos Iury Bezerra da Silva (* 8. März 2001), auch bekannt als Carlos Iury, ist ein brasilianischer Fußballspieler.

## Karriere
Carlos Iury erlernte das Fußballspielen in der Jugend vom Osvaldo Cruz FC im brasilianischen Osvaldo Cruz. Von 2020 bis 2024 spielte er für die unterklassigen Vereine EC Primavera, Rio Branco EC, Parauapebas FC und EC Laranja Mecânica. Im Juli 2024 zog es ihn nach Thailand. Hier unterschrieb er in Chiangrai einen Vertrag beim Erstligisten Chiangrai United. Sein Erstligadebüt gab er am 12. August 2024 (1. Spieltag) im Heimspiel gegen den Khon Kaen United FC. Bei dem 2:0-Erfolg wurde er in der 66. Minute für den Brasilianer Rodriguinho eingewechselt.